# Клуб Костянтина Єременка
Клуб бомбардирів імені Костянтина Єременка — символічна група футзалістів, які забили щонайменше 250 голів за час своєї кар'єри у Суперлізі (Вищій лізі) чемпіонату Росії, а також чемпіонатах СРСР та СНД, Кубку СРСР і Росії, Кубку Вищої ліги, Суперкубку Росії, європейських і міжконтинентальних кубках, у складі збірних СРСР, СНД і Росії, а також студентської збірної Росії. Костянтина Єременко був першим з футзалістів російських клубів, хто досягнув цієї мети.

## Регламент
До клубу входять футзалісти, які забили 250 і більше голів в матчах на найвищому рівні.
Матчами найвищого рівня вважаються матчі, які зіграні в:
- Суперлізі
- Кубку Росії і Суперкубку Росії
- Кубку Вищої ліги Росії
- офіційних і товариських матчах національної збірної Росії та студентської збірної Росії
- єврокубках — Турнірі європейських чемпіонів, Міжконтинентальному кубку, Кубку володарів кубків і Кубку УЄФА

## Історія створення
Ідея започаткування клубу бомбардирів російського міні-футболу вперше була викладена у першому номері журналу «Пять на пять» (пізніше — «Футбол 5х5»), що побачив світ у 1992 році. Клуб створювався за подобою списків, які вже існували для інших видів спорту — Клубу Григорія Федотова (футбол), Клубу Всеволода Боброва (хокей із шайбою), Клубу Миколи Дуракова (хокей з м'ячем).
Показник для входження у футбольні клуби становив 100 голів, але аналіз минулих футзальних чемпіонатів показав, що середня результативність у цьому виді спорту приблизно в 2,5 рази перевищує такий самий показник у чемпіонатах СРСР з футболу. Тому було визначено поріг для входження в клуб у 250 забитих м'ячів, тобто в 2,5 рази більше, ніж у футболі.
В кінці 1993 року показник у 250 забитих голів підкорився Костянтину Єременку, який став першим членом символічного клубу, тому він і отримав його ім'я.
10 лютого 2006 року гравець «ВІЗ-Сінари» Андрій Шабанов зробив хет-трик у матчі проти «Динамо» і довів кількість своїх забитих голів до 250, тим самим, ставши 11-м членом Клубу.

## Члени клубу
Станом на 22 лютого 2016
| №  | Фото | Гравець              | Чемпіонат Росії | Кубок Росії | Кубок вищої ліги Росії | Збірна Росії | Єврокубки | Студентська збірна Росії | Разом     |
| -- | ---- | -------------------- | --------------- | ----------- | ---------------------- | ------------ | --------- | ------------------------ | --------- |
| 1  |      | Костянтина Єременко  | 533             | 210         | 46                     | 122          | 61        | -                        | 972       |
| 2  |      | Сергій Іванов        | ?               | ?           | -                      | 30           | 30        | 8                        | 701       |
| 3  |      | Сіріло               | ?               | ?           | -                      | ?            | ?         | -                        | 529       |
| 4  |      | Едер Ліма            | ?               | ?           | -                      | ?            | ?         | -                        | 458       |
| 5  |      | Владислав Шаяхметов  | ?               | ?           | -                      | ?            | ?         | 11                       | 455       |
| 6  |      | Аркадій Бєлий        | 258             | 87          | 19                     | 32           | 19        | 12                       | 427 (422) |
| 7  |      | Денис Абишев         | 304             | ?           | -                      | 18           | 0         | 18                       | 388       |
| 8  |      | Олексій Кисельов     | 244             | 85          | 11                     | 20           | -         | 13                       | 373 (360) |
| 9  |      | Темур Алекберов      | 217             | 61          | 11                     | 45           | 26        | 5                        | 365 (360) |
| 10 |      | Олександр Веріжніков | 226             | 57          | 13                     | 29           | 18        | 2                        | 345 (343) |
| 11 |      | Сергій Корідзе       | 275             | 45          | -                      | -            | 11        | -                        | 331 (328) |
| 12 |      | Дмитро Прудніков     | ?               | ?           | -                      | ?            | ?         | ?                        | 315       |
| 13 |      | Дамір Хамадієв       | ?               | ?           | -                      | ?            | ?         | ?                        | 313       |
| 14 |      | Андрій Шабанов       | ?               | ?           | 2                      | 5            | 2         | 6                        | 313       |
| 15 |      | Дмитро Горін         | 187             | 65+1        | 15                     | 26           | 15        | 4                        | 313 (304) |
| 16 |      | Андрій Ткачук        | 205             | 60          | 10                     | 10           | 10        | -                        | 295       |
| 17 |      | Фернандінью          | ?               | ?           | -                      | ?            | ?         | -                        | 294       |
| 18 |      | Владислав Щучко      | 223             | 28          | 0                      | 15           | 3         | 7                        | 276 (289) |
| 19 |      | Володимир Бурлако    | 220             | 62          | 6                      | 1            | 0         | 5                        | 294 (288) |
| 20 |      | Сергій Малишев       | 198             | 46          | 7                      | 17           | 5         | 15                       | 288 (285) |
| 21 |      | Костянтин Маєвський  | ?               | ?           | -                      | 27           | 12        | -                        | 280       |
| 22 |      | Дмитро Єрьомін       | 208             | 46+1        | 8                      | 1            | -         | -                        | 264       |
| 23 |      | Борис Купецков       | 194             | 46          | 6                      | 15           | 3         | 6                        | 270 (262) |
| 24 |      | Жоан                 | ?               | ?           | -                      | -            | ?         | -                        | 257       |

   Означає, що футболіст продовжує грати у Суперлізі і може покращити свої показники
Примітка. У різних джерелах дані по голам гравців різняться.